# الحرامص (بعدان)

تعديل مصدري - تعديل

الحرامص هي إحدى قرى عزلة حيسان بمديرية بعدان التابعة لمحافظة إب، بلغ تعداد سكانها 541 نسمة حسب تعداد اليمن لعام 2004.